# Slaughter of the Soul
Slaughter of the Soul är det svenska melodiska death metal-bandet At the Gates fjärde studioalbum, släppt 14 november 1995, på Earache Records. Det är ansett som ett av de genredefinierande verken inom melodisk death metal, tillsammans med In Flames The Jester Race och Dark Tranquillitys The Gallery, och anses till mycket stor del ligga bakom metalcore-genren. Många moderna band har influerats av At the Gates, och denna skiva i synnerhet. Albumet hamnade på förstaplats i den svenska hårdrockstidningen Close-Up Magazines lista över de hundra bästa albumen 1991 – 2008. Skivan rankades av Sonic Magazine i juni 2013 som det 82:e bästa svenska albumet någonsin.
Albumet återsläpptes 2002 av Earache, med ett flertal bonusspår. 2006 släpptes denna utgåva även på vinyl.

## Låtlista

### Standardutgåva
1. "Blinded by Fear" – 3:12
2. "Slaughter of the Soul" – 3:02
3. "Cold" – 3:27
4. "Under a Serpent Sun" – 3:58
5. "Into the Dead Sky" (Instrumental) – 2:12
6. "Suicide Nation" – 3:35
7. "World of Lies" – 3:35
8. "Unto Others" – 3:11
9. "Nausea" – 2:23
10. "Need" – 2:36
11. "The Flames of the End" (Instrumental) – 2:57

### Återutgåva 2002
1. "Blinded by Fear" – 3:12
2. "Slaughter of the Soul" – 3:02
3. "Cold" – 3:27
4. "Under a Serpent Sun" – 3:58
5. "Into the Dead Sky" (Instrumental) – 2:12
6. "Suicide Nation" – 3:35
7. "World of Lies" – 3:35
8. "Unto Others" – 3:11
9. "Nausea" – 2:23
10. "Need" – 2:36
11. "The Flames of the End" (Instrumental) – 2:57

## Medverkande
- Tomas Lindberg - sång
- Martin Larsson – gitarr
- Anders Björler - gitarr
- Jonas Björler - bas
- Adrian Erlandsson - trummor